# Архиепархия Неаполя
Архиепархия Неаполя (лат. Archidioecesis Neapolitana, итал. Arcidiocesi di Napoli) — архиепархия-митрополия Римско-католической церкви, входящая в церковную область Кампания. В настоящее время архиепархией управляет архиепископ-митрополит Доменико Батталья. Вспомогательные епископы — Лучо Леммо, Дженнаро Акампа, Сальваторе Анджерами.
Клир епархии включает 1 003 священников (453 епархиальных и 550 монашествующих священников), 214 диаконов, 716 монахов, 2 300 монахинь.
Адрес епархии: Largo Donnaregina 22, 80138 Napoli, Italia.

## Территория
В юрисдикцию епархии входят 287 приходов в коммунах Кампании. Она охватывает весь город Неаполь, за исключением ряда районов на западе, входящих в состав епархии Поццуоли. В состав епархии входят приходы в коммунах Афрагола, Арцано, Боскотреказе, Кальвиццано, Казальнуово-ди-Наполи (частично), Казаваторе, Казория, Черкола, Эрколано, Марано-ди-Наполи, Масса-ди-Сомма, Мелито-ди-Наполи, Муньяно-ди-Наполи, Поллена-Троккья, Портичи, Прочида, Сан-Джорджо-а-Кремано, Сан-Себастьяно-аль-Везувио, Торре-дель-Греко, Торре-Аннунциата, Треказе, Вилларикка и Волла.
Все приходы образуют 13 деканатов.
Кафедра архиепископа-митрополита находится в городе Неаполь в церкви Санта Мария Ассунта.
В состав митрополии (церковной провинции) Неаполя входят:
- Архиепархия Неаполя;
  - Архиепархия Капуи;
  - Архиепархия Сорренто-Кастелламмаре-ди-Стабии;
  - Епархия Аверсы;
  - Епархия Алифе-Кайаццо;
  - Епархия Ачерры;
  - Епархия Искьи;
  - Епархия Казерты;
  - Епархия Нолы;
  - Епархия Поццуоли;
  - Епархия Сесса-Аурунки;
  - Епархия Кальви;
  - Территориальная прелатура Помпеи.

## История
По преданию, Неаполь посещали с проповедью христианства святые апостолы Петр и Павел. Святой Петр поставил здесь в епископы святого Аспрена.
Почти все епископы до VI века и некоторые в VII веке канонизированы в Римско-Католической церкви.
В начале XI века Сергий II стал первым архиереем на кафедре, удостоенным звания архиепископа. В византийскую эпоху архиепископов Неаполя всегда хиротонисали в Риме, хотя номинально все византийские владения в Италии находились под юрисдикцией Константинопольского патриархата. В Неаполе при богослужении использовали оба обряда, в одних церквах римский обряд, в других византийский.
В начале XIII века границы архиепархии Неаполя расширились за счет территории, упразднённой епархии Кумы, после разрушения города Кума в 1207 году.
С 1458 по 1575 год кафедру архиепископа Неаполя занимали представители рода Карафа, за исключением пятилетнего перерыва.
Два архиепископа Неаполя были избраны Папами под именами Павла IV (в 1555) и Иннокентия XII (в 1686).

## Ординарии архиепархии
| - святой Аспрен (44—03.08.79); - святой Епитимит (131—152); - святой Марон (152 — 15.06.180); - святой Проб (180); - святой Павел I (203—223); - святой Агриппин (223—233); - святой Евстасий (233—250); - святой Эфеб (250); - святой Фортунат I (258); - святой Маркиан (278); - святой Зосим (Косьма) I (300—317); - святой Калеподий (317—347 или 348); - святой Максим (348—361); - святой Север (361 — 30.04.400); - Урс I (400 — 21.02.402); - святой Иоанн I (402—432); - святой Ностриан (432); - Тимасий (448—456); - Феликс (456); - Сотер (465) - святой Виктор I (упоминается в 486); - святой Стефан I (496); - святой Помпоний (513—540); - Иоанн II (540); - Викентий (559); - святой Редукс (05.03.581 — 29.03.584); - Деметрий (584—591); - Фортунат II (593—601) - Пасхазий (602—615); - Иоанн III (615—635); - Цезарий (635—638); - Грациоз (638—644); - Евсевий (644—648); - святой Леонтий (648 или 649—653); - святой Адеодат (654—672); - святой Агнелл (672—693); - святой Юлиан (694—701); - святой Лаврентий (701—716); - Сергий I (716—743); - Косьма II (743); - святой Кальв (748/749—752); - Павел II (761/762—766); - Стефан II (766—799); - Павел III Младший (799—810); - Урс II (811—818) — избранный епископ; - Блаженный Тиберий (818—838); - Иоанн IV Книжник (838 — 17.12.849); - святой Афанасий I (849—872); - Sede vacante (872—877); - Афанасий II (877—898); - Стефан III (903); - Афанасий III (937—961); - Никита (961 или 962); - Сергий II (981—1006); - Гентилий; - Иоанн V (упоминается в 1033); - Виктор II (упоминается в 1045); - Сергий III (упоминается в 1059); - Иоанн VI (1065—1071); - Неизвестный по имени (упоминается в 1080); - Пьетро I (упоминается в 1094); - Грегорио (упоминается в 1116); - Марино (1118—1151); - Sede vacante (1151—1168); - Сергий IV (1168—1192); - Ансельмо (1215); - кардинал Томмазо (1215—1215 или 1216); - Пьетро II (1216—1251); - Бернардо Караччоло Росси (1251 — 03.10.1262); | - Дельфино (1263); - Айглерио (29.101265 — 1281); - Sede vacante (1281—1285); - Филиппо Минутоло (1285 — 24.101301); - Блаженный Джакомо да Витербо (1302—1307) — августинец-еремит; - Умберто (17.04.1308 — 03.07.1320); - Маттео Филомарино (29.10.1320 — 1322) — избранный епископ; - Бертольдо Орсини (07.10.1322 — 1325); - кардинал Аннибальдо ди Чеккано (05.05.1326 — 1327); - Джованни Орсини (1328 — 08.11.1358); - Бертрандо де Мейшонс (04.06.1358 — 30.10.1362); - Пьер де Гратия (1362—1363); - Пьер Армьел де Сарсенас (09.01.1363 — 05.09.1365) — бенедиктинец, назначен архиепископом Эмбруна; - Бернард дю Боске (05.09.1365 — 22.09.1368); - Бернардо III (02.10.1368 — 1378); - Лодовико Боцуто (02.10.1378 — 25.05.1383); - Николо Дзаназио (1385 — 25.08.1389); - кардинал Энрико Минутоли (1389 — 13.02.1400); - Джордано Орсини (13.02.1400 — 12.06.1405) — избранный епископ; - Джованни VII (03.06.1407 — 1411); - Никколо де Диано (12.03.1411 — 1435); - Джакомо Росси (04.05.1415 — 1418) — антиепископ; - Гаспаро де Диано (23.02.1438 — 29.04.1450); - кардинал Ринальдо Пишичелло (12.05.1451 — 04.07.1457); - кардинал Джакомо Тебальди (03.08.1458 — 1458); - кардинал Оливьеро Карафа (18.11.1458 — 20.09.1484); - кардинал Алессандро Карафа (20.09.1484 — 31.07.1503); - кардинал Оливьеро Карафа (04.08.1503 — 1505) — апостольский администратор (вторично); - Бернардино Карафа (1505—1505); - кардинал Джанвинченцо Карафа (31.05.1505 — 28.08.1541); - Франческо Карафа (28.08.1541 — 30.07.1544); - кардинал Рануччо Фарнезе (13.08.1544 — 22.02.1549) — апостольский администратор; - кардинал Джанпьетро Карафа (23.021549 — 23.05.1555) — избран Папой под именем Павла IV; - кардинал Альфонсо Карафа (09.04.1557 — 29.08.1565); - Марио Карафа (1565 — 11.09.1575); - кардинал Блаженный Паоло Бурали д'Ареццо (19.09.1576 — 17.06.1578) — театинец; - Аннибале ди Капуя (11.08.1578 — 02.09.1595); - кардинал Альфонсо Джезуальдо (12.02.1596 — 14.02.1603); - кардинал Оттавио Аквавива д’Арагона старший (31.08.1605 — 05.12.1612); - кардинал Дечо Карафа (28.01.1613 — 23.01.1626); - кардинал Франческо Бонкомпаньи (02.03.1626 — 09.12.1641); - кардинал Асканио Филомарино (19.01.1642 — 03.11.1666); - кардинал Иннико Караччоло (07.03.1667 — 30.01.1685); - кардинал Антонио Пиньятелли дель Растрелло (30.09.1686 — 12.07.1691) — избран Папой под именем Иннокентия XII; - кардинал Джакомо Кантельмо (23.07.1691 — 11.12.1702); - кардинал Франческо Пиньятелли (19.02.1703 — 05.12.1734) — театинец; - кардинал Джузеппе Спинелли (15.12.1734 — 09.04.1753) — назначен кардиналом-епископом Палестрины; - кардинал Джузеппе Спинелли (09.04.1753 — 08.02.1754) — апостольский администратор; - кардинал Антонио Серсале (11.02.1754 — 24.06.1775); - Серафино Филанджери (29.01.1776 — 14.09.1782) — бенедиктинец; - кардинал Джузеппе Мария Капече Дзурло (16.12.1782 — 31.12.1801) — театинец; - Джованни Винченцо Монфорте (24.05.1802 — 15.06.1802); - кардинал Луиджи Руффо Шилла (9 августа 1802 — 17 ноября 1832); - кардинал Филиппо Джудиче Караччоло (15.04.1833 — 29.01.1844); - кардинал Систо Риарио Сфорца (24.11.1845 — 29.09.1877); - кардинал Гульельмо Санфеличе Д’Аквавелла (18.07.1878 — 03.01.1897) — бенедиктинец; - Винченцо Мария Сарнелли (11.07.1897 — 02.01.1898); - кардинал Джузеппе Антонио Эрменеджильдо Приско (24.03.1898 — 04.02.1923); - Микеле Дзецца ди Дзаппонета (04.02.1923 — 20.12.1923) — назначен латинским патриархом Константинополя; - кардинал Алессио Аскалези (07.03.1924 — 11.05.1952); - кардинал Марчелло Мимми (30.08.1952 — 09.06.1958) — назначен кардиналом-епископом Сабины и Поджо Миртето; - кардинал Альфонсо Кастальдо (07.02.1958 — 03.03.1966); - кардинал Коррадо Урси (23.05.1966 — 09.05.1987); - кардинал Микеле Джордано (09.05.1987 — 20.05.2006); - кардинал Крешенцио Сепе (20.05.2006 — 12.12.2020); - кардинал Доменико Батталья (12.12.2020 — по настоящее время). |  |

## Статистика
На конец 2004 года из 1 608 000 человек, проживающих на территории епархии, католиками являлись 1 600 000 человек, что соответствует 99,5 % от общего числа населения епархии.
| год  | население | население | население | священники | священники        | священники         | священники                           | постоянные диаконы | монахи  | монахи  | приходы |
| год  | католики  | всего     | %         | всего      | белое духовенство | черное духовенство | число католиков на одного священника | постоянные диаконы | мужчины | женщины | приходы |
| ---- | --------- | --------- | --------- | ---------- | ----------------- | ------------------ | ------------------------------------ | ------------------ | ------- | ------- | ------- |
| 1950 | 1.382.000 | 1.390.000 | 99,4      | 1.622      | 912               | 710                | 852                                  |                    | 690     | 912     | 240     |
| 1970 | ?         | 1.613.351 | ?         | 685        | 685               |                    | ?                                    |                    |         |         | 286     |
| 1980 | 1.830.000 | 1.840.000 | 99,5      | 925        | 557               | 368                | 1.978                                | 46                 | 749     | 4.250   | 287     |
| 1990 | 1.586.000 | 1.616.000 | 98,1      | 1.138      | 508               | 630                | 1.393                                | 97                 | 787     | 3.100   | 282     |
| 1999 | 1.592.235 | 1.600.000 | 99,5      | 987        | 453               | 534                | 1.613                                | 159                | 704     | 2.300   | 287     |
| 2000 | 1.593.835 | 1.601.600 | 99,5      | 991        | 457               | 534                | 1.608                                | 175                | 706     | 2.305   | 287     |
| 2001 | 1.580.000 | 1.600.000 | 98,8      | 972        | 462               | 510                | 1.625                                | 175                | 672     | 2.300   | 287     |
| 2002 | 1.580.000 | 1.600.000 | 98,8      | 981        | 471               | 510                | 1.610                                | 175                | 606     | 2.300   | 287     |
| 2003 | 1.580.000 | 1.600.000 | 98,8      | 984        | 474               | 510                | 1.605                                | 175                | 666     | 2.010   | 287     |
| 2004 | 1.600.000 | 1.608.000 | 99,5      | 1.003      | 453               | 550                | 1.595                                | 214                | 716     | 2.300   | 287     |